# Lakhsas
Lakhsas (en tifinagh : ⵍⴰⵅⵙⴰⵙ ; en arabe : لخصاص) est une ville marocaine de la région de Guelmim-Oued Noun. Elle est le chef-lieu de la tribu berbère des Lakhass.
Après avoir fait partie de la province de Tiznit, elle intègre la province de Sidi Ifni en 2009, à sa création.
La ville a connu de longues périodes de sécheresses dues à son positionnement reculé et en montagne. Elle a cependant intégré l'eau dans sa totalité dans les années 1990 et l'électricité en 2000.
Elle a connu, de 1994 à 2004 (années des derniers recensements), une hausse de population, passant de 3 329 à 4 194 habitants.
Elle reste tout de même une ville qui perd de la population au profil de grandes villes, car elle est économiquement pauvre, en partie en raison de sa voisine Guelmim en expansion.